# Utah/US Film Festival 1985
Lo Utah/US Film Festival 1985 si è svolto a Park City, Utah.
L'evento verrà rinominato "Sundance Film Festival" a partire dal 1991.

## Film in concorso
Elenco dei film in competizione e vincitori dei premi non competitivi. In grassetto i vincitori.

### U.S. Dramatic
- Blood Simple - Sangue facile, regia di Joel Coen
- "American Playhouse": The Killing Floor, regia di Bill Duke
- A Flash of Green, regia di Víctor Núñez
- Almost You, regia di Adam Brooks
- Amici amanti (Cold Feet), regia di Bruce Van Dusen
- Hard Choices, regia di Rick King
- Heartbreakers, regia di Bobby Roth
- Stranger than Paradise, regia di Jim Jarmusch
- The Brother from Another Planet, regia di John Sayles
- The Roommate - Il terrore ti dorme accanto, regia di Christian E. Christiansen
- Vamping, regia di Frederick King Keller

### U.S. Documentary
- Seventeen, regia di Joel DeMott e Jeff Kreines
- America and Lewis Hine, regia di Nina Rosenblum
- Before Stonewall, regia di Greta Schiller
- Far from Poland, regia di Jill Godmilow
- Gospel According to Al Green, regia di Robert Mugge
- Hopi: Songs of the Fourth World, regia di Pat Ferrero
- In Heaven There Is No Beer?, regia di Les Blank
- Kaddish, regia di Steve Brand
- Kerouac, the Movie, regia di John Antonelli (presentato con il titolo "Jack Kerouac's America")
- Strategic Trust: The Making of a Nuclear Free Palau, regia di James Heddle
- Streetwise, regia di Martin Bell
- The Times of Harvey Milk, regia di Rob Epstein
- The Work I'Ve Done, regia di Kenneth Fink
- The World of Tomorrow, regia di Tom Johnson

### Premi speciali della giuria
U.S. Dramatic:
- American Playhouse: The Killing Floor, regia di Bill Duke
- Almost You, regia di Adam Brooks
- Stranger Than Paradise, regia di Jim Jarmusch

U.S. Documentary:
- America and Lewis Hine, regia di Nina Rosenblum
- In Heaven There Is No Beer?, regia di Les Blank
- Kaddish, regia di Steve Brand
- Streetwise, regia di Martin Bell
- The Times of Harvey Milk, regia di Rob Epstein

## La giuria
Dramatic: Robert M. Young ( Stati Uniti), Peter Biskind ( Stati Uniti), Mirra Bank ( Stati Uniti)
Documentary: Julia Reichert ( Stati Uniti), David Fanning ( Stati Uniti), Ron Mann ( Canada), Dennis O'Rourke ( Australia)